# Gustav von Goßler
Gustav Heinrich Konrad von Goßler (ur. 13 kwietnia 1838 w Naumburg (Saale), zm. 29 września 1902 w Gdańsku) – pruski polityk.

## Życiorys
Z wykształcenia prawnik, w latach 1865–1874 landrat w Darkiejmach. W latach 1874–1879 w pruskim ministerstwie spraw wewnętrznych, gdzie pracował nad reformą administracyjną Prus, następnie w ministerstwie kultury. W 1881 został ministrem kultury Prus. Na stanowisku tym pozostawał do 1891, kiedy to został powołany na stanowisko nadprezydenta prowincji Prusy Zachodnie.